# Родел Річардс
Родел Курай Річардс (англ. Rodel Kurai Richards, нар. 5 вересня 2000, Лондон) — англійський футболіст, нападник полтавської «Ворскли».

## Клубна кар'єра
Річардс є вихованцям «Тоттенгем Готспур» з рідного міста Лондон, де грав за молодіжні команди починаючи з U-18 до U-23, але до першої команди так і не пробився і покинув клуб влітку 2021 року. Наступного року він приєднався до болгарської команди «Хебир», але за наступний сезон і тут не провів жодної гри у першій команді, після чого залишив клуб.
У жовтні 2022 року Річардс підписав трирічний контракт із полтавською «Ворсклою». 19 жовтня 2022 року Річардс дебютував на професійному рівні в українській Прем'єр-лізі, вийшовши на заміну в кінцівці гри замість Марлісона в грі проти львівського «Руха» (0:1).